# Común de Valdelomar

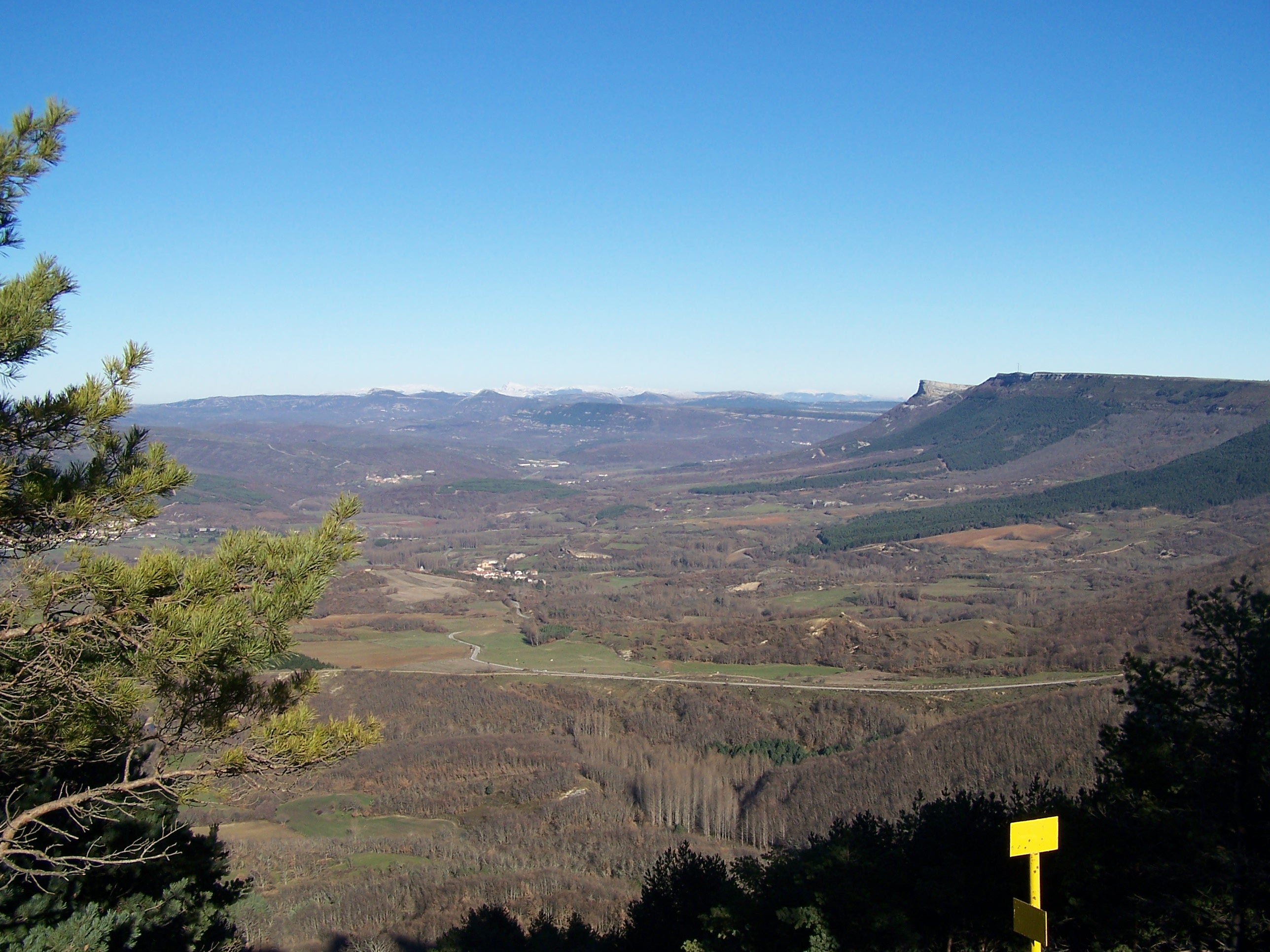
Vista de Valderredible.

El Común de Valdelomar es un curioso ente administrativo sui géneris existente entre los municipios españoles de Valderredible y Pomar de Valdivia, el primero perteneciente a la Comunidad Autónoma de Cantabria y el segundo a la Provincia de Palencia.
El Común de Valdelomar está conformado por las localidades de Castrillo de Valdelomar, San Andrés de Valdelomar, San Martín de Valdelomar, Santa María de Valverde, todos ellos en el municipio cántabro de Valderredible, y la localidad de Cezura, en el municipio palentino de Pomar de Valdivia. La presencia de un pueblo de Palencia en este ente administrativo se debe a que la localidad de Cezura es un exclave palentino dentro de Cantabria y por tanto comparte territorio con las otras localidades.
La finalidad del Común es la gestión comunitaria de un conjunto de pastos y montes denominados "Monte Agudedo" y cuyos usos comparten de forma tradicional todas las localidades implicadas, especialmente para la utilización de pastos para el ganado y la explotación maderera.
Las referencias a este ente administrativo son escasas porque durante mucho tiempo se basó en un acuerdo verbal entre los pueblos implicados, aunque parece que podría tener al menos cinco siglos de antigüedad. En el año 2011 el Común se constituyó legalmente como una entidad administrativa por acuerdo de todos los pueblos y al amparo del Real Decreto 2.568/1.986, de 28 de noviembre, por el que se aprueba el Reglamento de Organización, Funcionamiento y Régimen Jurídico de las Entidades Locales. Como representantes de los pueblos actúan los alcaldes pedáneos de cada uno de ellos, recayendo anualmente y de forma rotatoria en cada uno de ellos la presidencia del Común, con la excepción de Cezura que aunque tiene derecho a voto, no tiene derecho a presidir el común según se establece en los estatutos. Parece que esto se debe a que Cezura tradicionalmente no tenía ni siquiera derecho a voto en el Común y este derecho se le otorgó de forma excepcional a mediados del siglo XX, sin adquirir sin embargo la posibilidad de dirigir el Común. A pesar de ello en el año 2014 y por acuerdo de todos los alcaldes se permitió a Cezura presidir el Común por primera vez e incluir a su alcalde en la rotación anual, algo que sin embargo supuso la protesta del alcalde de Valderredible pues los estatutos no lo permiten.